# داني سيجل
داني سيجل (بالإنجليزية: Danny Seigle)‏ مواليد 14 يونيو 1976 في سكرانتون، هو لاعب كرة سلة أمريكي/فلبيني. بدأ مسيرته الاحترافية في سنة 1999. يلعب في الرابطة الفلبينية لكرة السلة. يحمل الرقم 42. يبلغ طوله 6 قدم 6 بوصة (2.0 م). مثّل منتخب منتخب الفلبين لكرة السلة.

## روابط خارجية
- داني سيجل على موقع الاتحاد الدولي لكرة السلة (الإنجليزية)
- داني سيجل على موقع كرة السلة الأوروبية.كوم (الإنجليزية)
- داني سيجل على موقع كلية كرة السلة في سبورتس رفرنس.كوم (الإنجليزية)
- داني سيجل على موقع ريلجم (الإنجليزية)
- داني سيجل على موقع بروبوليرز (الإنجليزية)